# Simon Sandquist
Simon Sandquist (* 29. Januar 1973) ist ein schwedischer Filmregisseur, Drehbuchautor und Filmeditor.

## Leben und Wirken
1998 drehte Sandquist gemeinsam mit Joel Bergvall den Kurzfilm Victor. Bei diesem wirkte er als Regisseur, Drehbuchautor und Editor mit. Victor wurde beim Uppsala International Short Film Festival als Bester Kinderfilm ausgezeichnet, im darauf folgenden Jahr erhielt der Film eine Oscar-Nominierung in der Kategorie Bester Kurzfilm.
Mit dem Thriller Invisible – Gefangen im Jenseits folgte 2002 eine weitere Kooperation mit Joel Bergvall. 2007 entstand mit Unsichtbar – Zwischen zwei Welten eine Hollywood-Neuverfilmung des schwedischen Films. Auch bei dem 2009 erschienenen Thriller Possession – Die Angst stirbt nie führte Sandquist gemeinsam mit Bergvall Regie.
Seitdem arbeitet Sandquist hauptsächlich als Filmeditor US-amerikanischer Fernsehserien und führte bei einigen schwedischen Filmen Regie.

## Filmografie

### Regie
- 1998: Victor (Kurzfilm) (auch Drehbuch und Schnitt)
- 2002: Invisible – Gefangen im Jenseits (Den osynlige) (auch Schnitt)
- 2009: Possession – Die Angst stirbt nie (Possession)
- 2013: Studentfesten
- 2016: Laura, Lost (Kurzfilm) (auch Drehbuch)
- 2023: Halloween Park (Karusell) (auch Schnitt)

### Drehbuch
- 2016–18: Legends & Lies (Fernsehserie, 3 Folgen)

### Schnitt
- 2015: Winning: The Racing Life of Paul Newman
- 2015: Mountain Life (Fernsehserie, 2 Folgen)
- 2016: The 24 Hour War
- 2017: Beach House Hunters (Fernsehserie, 1 Folge)
- 2018: Last Outpost (Fernsehserie, 4 Folgen)
- 2015–18: Legends & Lies (Fernsehserie, 7 Folgen)
- 2016–19: ToyMakerz (Fernsehserie, 24 Folgen)
- 2021: Die WWE-Schatzjäger (Fernsehserie, 4 Folgen)
- 2022: Göta kanal – Vinna eller försvinna
- 2023: Beyond Skinwalker Ranch (Fernsehserie, 3 Folgen)